# Shake Hands With the Devil
"Shake Hands with the Devil", estrechando la mano del diablo en español, es una película Canadiense correspondiente al género de drama protagonizada por Roy Dupuis como Roméo Dallaire. La película se estrenó en el Festival Internacional de Cine de Toronto en agosto del 2007.  Basada en el libro autobiográfico titulado: Estrechando la mano del diablo: la travesía de Roméo Dellaire, la película narra la horrorosa experiencia de Dellaire durante el Genocidio de Ruanda en 1994 y de cómo la ONU falló al no prestar atención a las urgentes súplicas del Comandante en su intento por obtener más ayuda para detener la creciente masacre.
La película recibió 12 nominaciones en los 28th Genie Awards y se juntó con la película Eastern Promises para la mayoría de ellas.

## Producción y fecha de lanzamiento

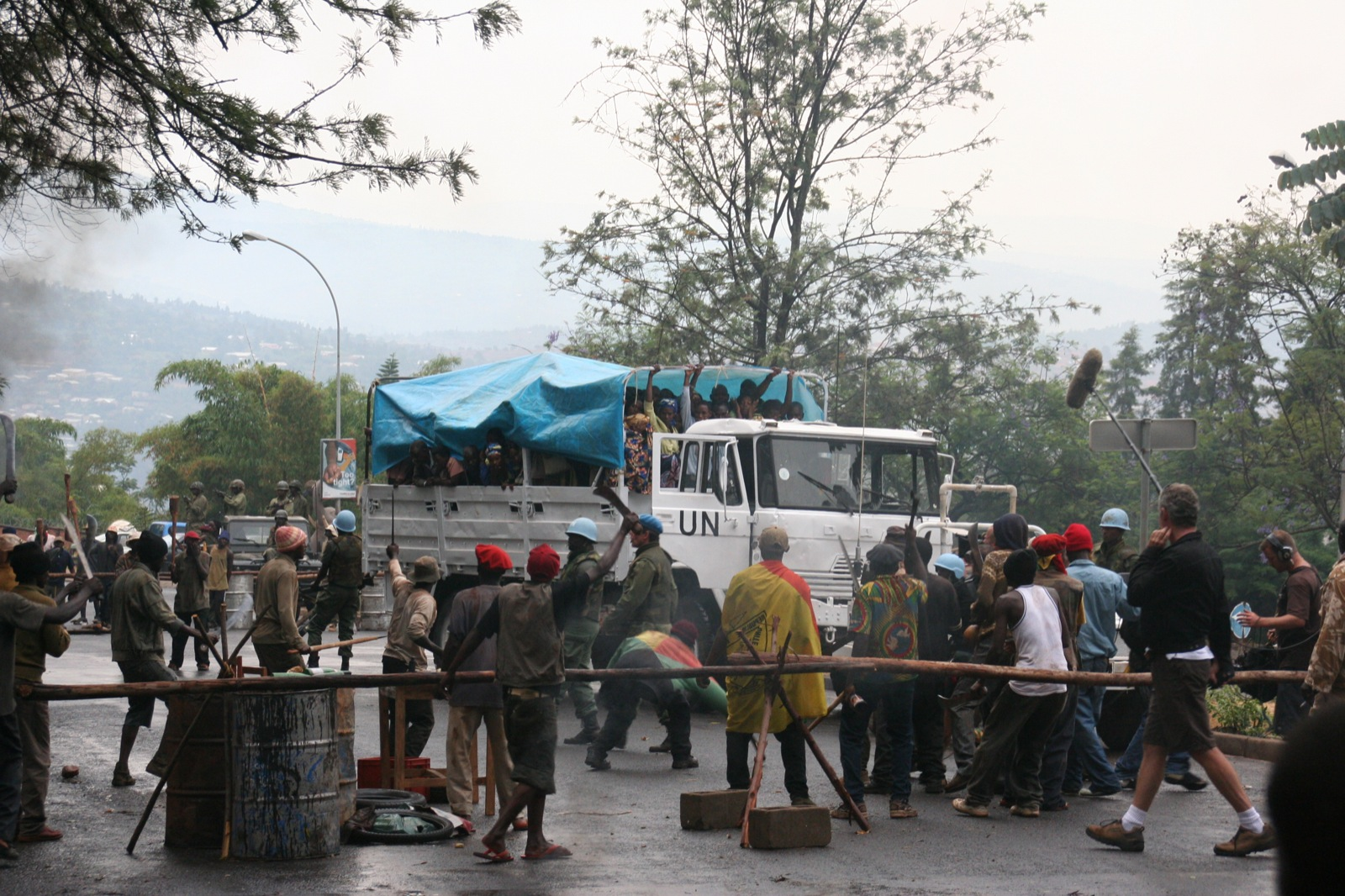
Shake Hands being filmed in Kigali, July 2006

Es una coproducción de Barna-Alper Productions, de Toronto, y Halifax Film Company, de Nueva Escocia, que fue dirigida por Roger Spottiswoode (El mañana nunca muere, And the Band Played On). De mediados de junio a principios de agosto del 2006, la película fue filmada en Kigali, Ruanda. Después regresaron a Halifax para las "tomas finales."
Una conferencia de prensa acerca de la película con Dallaire, Dupuis, Spottiswoode, los productores Laszlo Barna (Barna-Alper) y Michael Donovan (Halifax), así como Wayne Clarkson de Telefilm Canada, tuvo lugar en Montreal el 2 de junio del 2006.
En un artículo especial de la película publicado en el periódico canadiense llamado Toronto Star el 22 de junio del 2006, David Thompson hizo recalcar que el actor Roy Dupuis "es inquietantemente parecido a Dallaire, luciendo un bigote cuidadosamente peinado, un uniforme café y una auténtica boina azul":
Inclusive, Dupuis utilizó la etiqueta y las condecoraciones originales de Dallaire de 1994 .  Dallaire está  colaborando con el proyecto revisando línea por línea el guión e insistió en darle a Dupuis las condecoraciones para agregarle autenticidad.  Le dio algo de sí mismo: "Siento una conexión real con este hombre. Él se abrió ante mí" dijo Dupuis durante una entrevista en el set, la primera vez que habló con los medios desde que comenzó el agotador rodaje en Ruanda un mes antes.  "Estoy aquí por él"  ("One Last Dance with the Devil")
En New Rwanda Genocide Movie Criticizes U.N. Role primeramente publicado en Reuters el 9 de agosto del 2006, Arthur Asiimwe cita de esta entrevista en Kigali con el director Roger Spottiswoode:
"Nuestra película es acerca de un hombre que estaba consciente del genocidio que se avecinaba y trató de convencer a la ONU de hacer algo respecto, pero . . .en lugar de eso ellos lo rechazaron. . . .  realmente (la película) es sobre un problema mayor acerca de cual es el rol de la ONU en situaciones como éstas,"  mencionó para Reuters en el Estadio Amahoro en la capital, que protegió miles de civiles aterrorizados en 1994 mientras que los asesinos rondaban las calles..

 
Spottiswoode dijo que la película era particularmente oportuna dadas las llamadas de la ONU para intervenir y darle fin a la guerra de Líbano, y los continuos esfuerzos de mandar a las fuerzas armadas para frenar los asesinatos y violaciones en la turbulenta región de Darfur  en Sudan.  Los Estados Unidos han llamado el Conflicto de Darfur un genocidio.
El 13 de agosto del 2006, Halifax's The Chronicle Herald publicó una convocatoria para extras, reportó lo siguiente, "Después de filmar varios meses en Kigali, Ruanda, el personal regresa a Halifax para comenzar con las tomas finales. . . .se estrenará en Canadá [en septiembre del 2007] por Seville Pictures.  Canales de paga The Movie Network, Movie Central, y Super Écran han firmado para tener derechos de transmisión, junto con el CBC y su cadena de habla francesa Radio-Canada."  De acuerdo a Marie-Chantal Fiset, en su entrevista con Jean-Guy Plante publicó el 27 de agosto del 2006: "J’ai serré la main du diable, en version française, devrait sortir en salle en octubre de 2007."  (La versión francesa de la película, titulada J'ai serré la main du diable, se estrenará en cines en octubre del 2007.)

## Reparto
- Roy Dupuis como Romeo Dallaire.
- Owen Sejake como Ghanaian Henry Kwami Anyidoho.
- James Gallanders como Mayor Brent Beardsley.
- Odile Katesi Gakire como Coronel Bagosora.
- Michel Mongeau como Coronel Luc Marchal.
- Robert Lalonde como Maurice Baril.
- John Sibi-Okumu como Jacques-Roger Booh-Booh jefe de la UNAMIR.
- Akin Omotoso como Paul Kagame.
- Tom McCamus como Phil Lancaster.
- John Matshikiza como el Presidente de Ruanda Juvénal Habyarimana.
- Jean-Hugues Anglade como Dr. Bernard Kouchner
- Strini Pillai como Bangladeshi Commander.
- Craig Hourqueble como Willem.
- Kenneth Khambula como Mayor Kamenzi.
- Patrice Faye como Coronel Poncet.
- Chris Thorne como Embajador Carson.
- Lena Slachmuijlder como Primer Ministro de Ruanda Madame Agathe.
- Philip Akin como Boutros Boutros-Ghali.
- Amanda Alden como reportera de CNN.
- Sarah Ashimwe como la mujer enojada.

## Festivales
Shake Hands with the Devil debutó en el 2007 en el Festival Internacional de Cine de Toronto, con proyecciones públicas el 9 y 11 de septiembre. De igual manera, la película abrió en el  "Atlantic Film Festival" del mismo año junto con la película titulada The Bodybuilder and I.

## Premios y nominaciones

### Nominaciones
- 28th Genie Awards[10]
  - Mejor película
  - Reconocimiento en Dirección de Arte / Diseño de Producción- (Lindsey Hermer-Bell, Justin S.B. Craig)
  - Reconocimiento en Diseño de Vestuario- (Joyce Schure)
  - Reconocimiento en Fotografía- (Miroslaw Baszak)
  - Reconocimiento en Dirección- (Roger Spottiswoode)
  - Reconocimiento en Música/Soundtrack- (David Hirschfelder)
  - Reconocimiento en Música/ Canción Original- ("Kaya" – Valanga Khoza, David Hirschfelder)
  - Mejor actor protagónico- (Roy Dupuis)
  - Mejor actor de reparto- (Michel Ange Nzojibwami)
  - Reconocimiento en Sonido General- (Eric Fitz, Jo Caron, Gavin Fernandes, Benoit Leduc)
  - Reconocimiento en Edición de Sonido-(Marcel Pothier, Guy Francoeur, Antoine Morin, Guy Pelletier, Francois Senneville)
  - Mejor guion adaptado-  (Michael Donovan)